# خاديل
رامون ألبرتو غونزاليس آدامز (22 ديسمبر 1985-10 مايو 2014) ، المعروف باسمه المسرحي خاديل (بالإسبانية: Jadiel) ، كان مغني ريغيتون بورتوريكي. في مايو 2014، قُتل في حادث دراجة نارية في روتشستر ، نيويورك.